# K-MOOC
K-MOOC(Korean Massive Open Online Course, 케이무크, 한국형 온라인 공개강좌)는 국가평생교육진흥원에서 진행하는 한국형 MOOC로서 대학의 강좌를 언제나, 어디서나, 누구나, 무료로 수강할 수 있는 서비스이다. 여러 대학의 협력 속에 고등교육을 담당한다. 2015년 10월에 27개 강좌로 서비스를 시작하여 2019년 2월 26일 기준으로 총 510개 강좌를 개발, 제공하고 있다. 학점과 학위를 취득할 수도 있다.

## 같이 보기
- 대한민국의 교육
- KOCW